# Skoródnoie (Kursk)
|  | Per a altres significats, vegeu «Skoródnoie». |

Skoródnoie (en rus: Скородное) és un poble de l'óblast de Kursk, a Rússia, segons el cens del 2010 tenia 476 habitants.